# Décès en 1290
Décès
- 1286
- 1287
- 1288
- 1289
- 1290
- 1291
- 1292
- 1293
- 1294

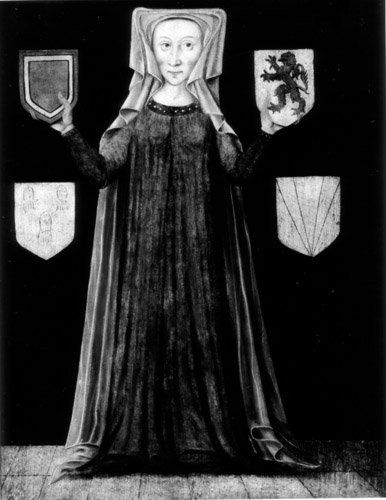
Derborgail de Galloway, morte en 1290.

Cette page dresse une liste de personnalités mortes au cours de l'année 1290 :
- 3 février : Henri XIII de Bavière, duc de Bavière de la Maison de Wittelsbach.
- 21 mars : Alard de Vuren, 12e abbé de Parc.
- 26 avril : Gaston VII de Béarn de Moncade dit le Grand ou Froissard, vicomte de Béarn, d'Oloron, de Gabarret et vicomte de Marsan, comte en partie de Bigorre, baron de Moncade et de Castelviel.
- 10 mai : Rodolphe II d'Autriche, duc d'Autriche et de Styrie.
- 23 juin : Henri IV le Juste, duc de Cracovie.
- 10 juillet : Ladislas IV de Hongrie, roi de Hongrie.
- 26 septembre : Marguerite Ire d'Écosse, reine d'Écosse.
- 10 novembre : Qala'ûn, sultan mamelouk d’Égypte[1].
- 28 novembre : Éléonore de Castille, reine consort d'Angleterre, duchesse consort d'Aquitaine et comtesse de Ponthieu.
- 18 décembre : Magnus III de Suède, roi de Suède.
- 21 décembre : Gérard Ier de Holstein-Itzehoe, comte de Holstein-Itzehoe.

- Alix de Bourgogne-Auxerre, comtesse d'Auxerre.
- Bărbat, Voïvode de Valachie.
- Milon de Bazoches, évêque de Soissons.
- Cecylia Cesarini (pl), religieuse italienne.
- Derborgail de Galloway, noble écossaise.
- Alv Erlingsson (le jeune), noble norvégien, earl de Sarpsborg et gouverneur de Borgarsysla (aujourd’hui comté d'Østfold).
- Shem Tov Falaquera, poète et philosophe né dans le Nord de l'Espagne.
- Grégoire II de Chypre, patriarche de Constantinople.
- Margarito, ou Margaritone Aretino, peintre toscan.
- María de Cervelló, religieuse catalane, fondatrice de la branche féminine de l'ordre de Notre-Dame-de-la-Merci.
- Muizz ud-Dîn Kaiqûbâd, dixième sultan de Delhi de la dynastie des esclaves.
- Othon Ier de Nassau, co-comte de Nassau, comte de Nassau-Siegen, comte de Nassau-Dillenbourg, comte de Nassau-Beilstein, comte de Nassau-Ginsberg.
- Prijezda II, ban de Bosnie.
- Sibylle d'Arménie, comtesse de Tripoli et princesse titulaire d'Antioche.
- Trần Thánh Tông, empereur du Đại Việt (ancêtre du Viêt Nam).

date incertaine (vers 1290)
- Guillaume V du Bec Crespin,  baron de Dangu, du Bec, d'Étrépagny, Sieur de Neauphle, maréchal de France, connétable héréditaire de Normandie.
- Walter de Bibbesworth, chevalier et poète anglo-normand.

## Crédit d'auteurs
- Cet article est partiellement ou en totalité issu de l'article intitulé « 1290 » (voir la liste des auteurs).